# Rede Cegonha
A Rede Cegonha foi instituída pelo Ministério da Saúde, por meio da Portaria de nº 1.459, de 24 de junho de 2011.
Caracterizada como uma rede de cuidados que visa assegurar à mulher o direito ao planejamento reprodutivo e à atenção humanizada à gravidez, ao parto e ao puerpério, bem como à criança o direito ao nascimento seguro e ao crescimento e ao desenvolvimento saudável, ou seja, é um conjunto de ações que tem por objetivo garantir o atendimento de qualidade, seguro e humanizada para todas as gestantes, oferecendo assistência desde o planejamento familiar, passa pelos momentos da confirmação da gravidez, do pré-natal, pelo parto, pelos 28 dias pós-parto (puerpério), cobrindo até os dois primeiros anos de vida da criança. Tudo dentro do Sistema Único de Saúde (SUS).
A Rede Cegonha oferece recursos para a ampliação dos serviços, como: exames de pré-natal, teste rápido de gravidez e de detecção da sífilis e HIV, para a ampliação e qualificação de leitos de UTI (Unidade de Tratamento Intensivo) adulto, UCI (Unidade de Cuidado Intensivo) e UTI neonatal, leitos de gestação de alto risco assim como para a adequação da ambiência das maternidades e a construção e custeio de Centros de Parto Normal e Casas de Gestantes, Bebês e Puérperas.

## Princípios da Rede Cegonha:[1][2]
Alguns princípios foram estabelecidos com a portaria que instituiu a Rede Cegonha, tais como: o respeito e à proteção e a realização dos direitos humanos, o respeito à diversidade cultural, étnica e racial, a promoção da equidade, o enfoque de gênero, a garantia dos direitos sexuais e dos direitos reprodutivos de mulheres, homens, jovens e adolescentes, a participação e a mobilização social e a compatibilização com as atividades das redes de atenção à saúde materna e infantil em desenvolvimento nos Estados.

## Objetivos da Rede Cegonha:[1][2]
Os objetivos da Rede Cegonha são: fomentar a implementação de novo modelo de atenção à saúde da gestante e à saúde da criança com foco na atenção ao parto, ao nascimento, ao crescimento e ao desenvolvimento da criança de zero aos 24 meses de vida; organizar a Rede de Atenção à Saúde Materna e Infantil para garantir o acesso, acolhimento e resolutividade e reduzir a mortalidade materna e infantil com ênfase no componente neonatal.

Existem quatro aspectos que compõem a Rede Cegonha, são eles:
- Pré-natal
- Parto e nascimento

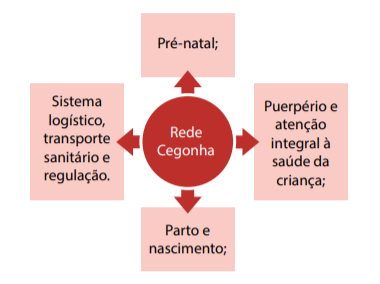
Legenda

- Puerpério e atenção integral à saúde da criança
- Sistema logístico (transporte sanitário e regulação)

## Caderneta da Gestante
É um instrumento fundamental para o registro das informações de acompanhamento da gestação e deve ser parte essencial do processo de trabalho dos profissionais de saúde, sendo utilizada em todas as consultas de pré-natal realizadas pelas gestantes no SUS.
As informações inseridas na caderneta apoiam o profissional no diálogo e continuidade do atendimento à gestante e nas ações de educação em saúde, comunicação com a rede, além de ajudar a gestante a registrar e esclarecer dúvidas, se preparar para o parto e a amamentação, conhecer sinais de alerta e seus direitos, entre outros.
A caderneta é distribuída para todo Brasil e passa por revisões periodicamente. Sua última atualização foi realizada em 2016, quando a Caderneta da Gestante ganhou novos campos para registro de ocorrência de exantema e orientações para gestantes, visando melhor identificar sinais de alerta relacionados à possível ocorrência de infecção por Zika vírus.